# Château de Bouniagues
 (janvier 2017).
Si vous disposez d'ouvrages ou d'articles de référence ou si vous connaissez des sites web de qualité traitant du thème abordé ici, merci de compléter l'article en donnant les références utiles à sa vérifiabilité et en les liant à la section « Notes et références ».
Le château de Bouniagues est situé en Périgord pourpre, sur la commune française de Bouniagues dans le département de la Dordogne, en région Nouvelle-Aquitaine.
L'édifice est protégé au titre des monuments historiques pour la porte Renaissance du presbytère, située sur la tour extérieure.

## Architecture

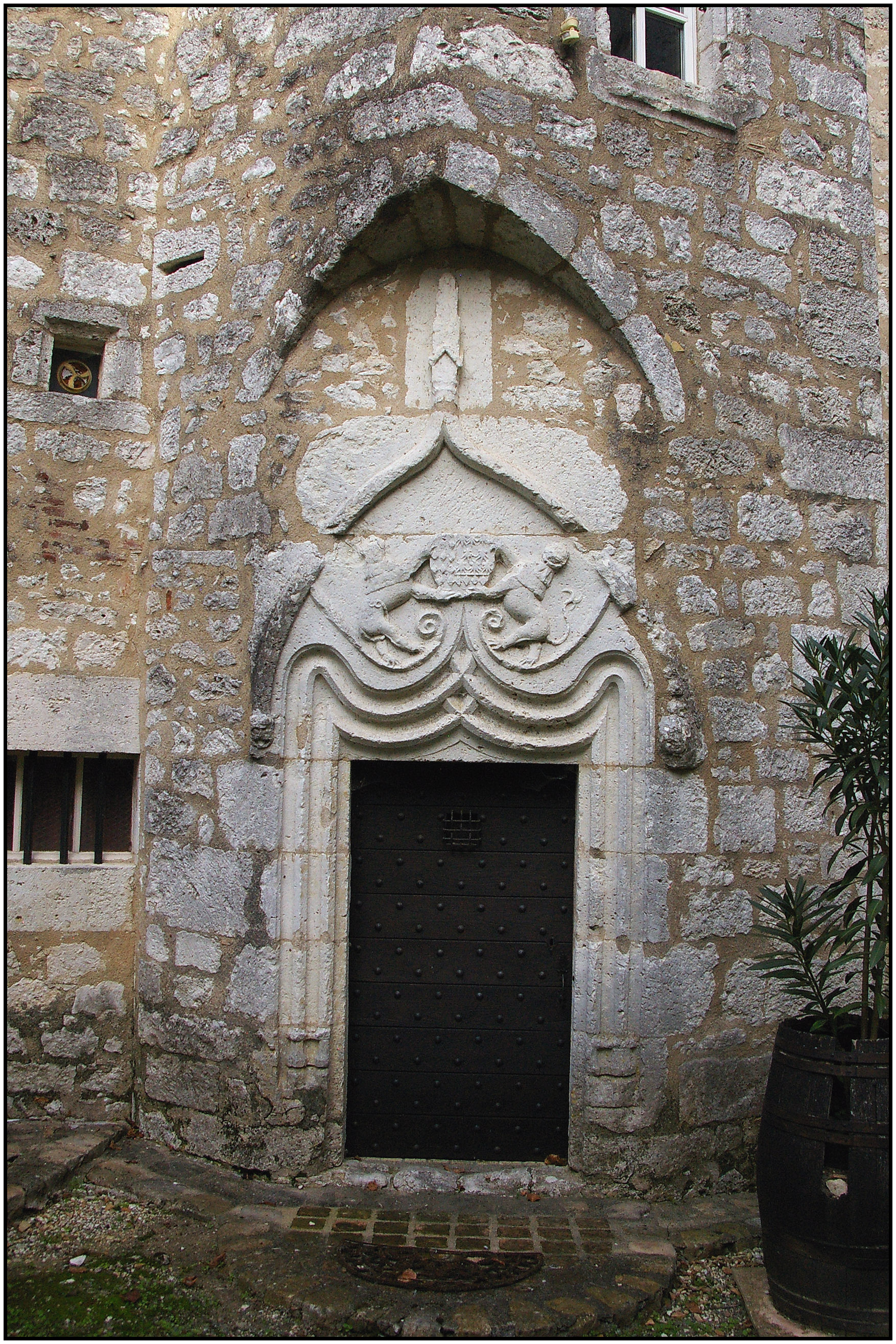
La porte de l'ancien presbytère.

La bâtisse, dite « La Baume » ou « Labaulme », est datée du XVe siècle (1489). De plan rectangulaire, elle comprend des fenêtres Renaissance, avec des croisées à meneaux. La tour polygonale. attenante au château sur la façade sud rappelle la vocation défensive de l'édifice.
Cette tour abrite un escalier à vis en pierres, auquel on accède par la porte d'origine, inscrite au titre des monuments historiques par arrêté du 27 janvier 1948 ; au-dessus de cette porte est sculpté un blason représentant deux corps de lions aux têtes de créatures difficilement identifiables. Le château ayant appartenu à la famille de Saint Ours, il a été émis l'hypothèse qu'il s'agirait de deux têtes d'ours.
Ce blason fait écho aux armes reproduites sur le linteau de la porte intérieure, menant à la salle du quatrième niveau. Sur les façades sud et nord, l'édifice est percé de fenêtres de style Renaissance, surmontées d'arcatures. Les cheminées présentes à l'intérieur datent du XIVe siècle.
Le château possédait à l'origine un niveau supérieur, avant d'être abaissé d'un étage. Il reste encore quelques marques de ce niveau aujourd'hui disparu. Aux angles se trouvent les vestiges des deux tours en encorbellement découronnées. C'est sur cette même partie ouest que le château a abrité un presbytère à partir du XIXe siècle.
La partie centrale comprend la tour d'escalier polygonale avec un porche en arc brisé rappelant, par sa forme très particulière, le porche de Lanquais. Hormis ces deux sites, il n'existe pas d'autre porche semblable dans le Périgord. Il s'agirait de l’œuvre du même artiste.

## Historique

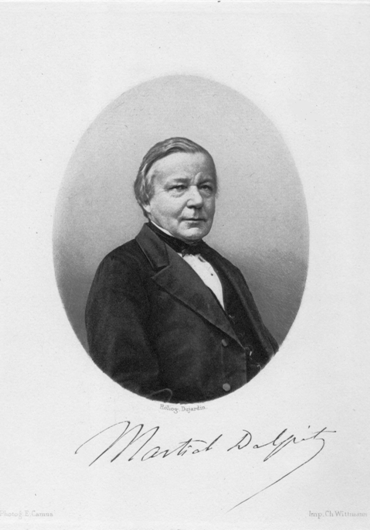
Martial Delpit de Castang.

Au fil des siècles, le château de Bouniagues dévoile certains faits marquants de son histoire.
De la fin du XVe siècle et jusqu'après le XVIIe siècle, les seigneurs du château (Charles, Pierre, Isaac, Louis puis Jean de Solminihac) étaient une branche de la maison de Solminihac (dont le plus ancien de la lignée connu aux Archives nationales fut Mathieu de Solminihac (1165-1195).
Au début du XVIIIe siècle, à la suite du mariage le 17 août 1701 d'une demoiselle de Solminihac (Marie-Charlotte, fille de Jean de Solminihac) avec Pierre de Saint Ours, seigneur de Clermont, écuyer, capitaine de dragons au régiment de Saint-Sarlin, le château passa aux mains de la famille de Saint Ours. Cette union donna naissance à trois enfants, dont Henri de Saint Ours en 1703. En 1732, Henri (seigneur de Morin) épousa Marie de Cosson de La Suderie, née en 1716 ; ils eurent un fils en 1738, prénommé Pierre.
En 1793, ce même Pierre de Saint Ours, chevalier de Saint-Louis, seigneur de Bouniagues, la Baume, la Jaubertie..., capitaine au régiment de Beauce, est trahi par un de ses domestiques. Il est bâillonné et garrotté durant son sommeil. Après le pillage du château, les sbires du tribunal révolutionnaire de Bergerac le mettent avant le jour sur une charrette avec Anne de Sirvain, sa femme, et leurs huit enfants. Ils étaient déjà près de Bergerac quand accoururent les paysans de Bouniagues, armés de fusils, de piques et de faux qui les délivrèrent à l'approche du bourg de la Madeleine. Après avoir mis en fuite les agents de la Révolution, ils ramenèrent au château de Bouniagues toute la famille de Saint Ours qu'on n'osa plus inquiéter. Pierre de Saint-Ours décéda en 1806 à l'âge de soixante-huit ans.
En 1875, le maire de Bouniagues, Martial Delpit de Castang, acheta le château et en rétrocéda une moitié (la partie ouest), à la commune de Bouniagues, qui y installa le presbytère.